# Asociația Culturală și Sportivă Sublocotenent Kázím Abdulakim
Asociația Culturală și Sportivă Sublocotenent Kázím Abdulakim a fost o organizație a etnicilor tătari din România înființată în Dobrogea după Primul Război Mondial în cinstea eroului Slt. Kázím Abdulakim.